# Saurauia whitfordii
Saurauia whitfordii är en tvåhjärtbladig växtart som beskrevs av Elmer Drew Merrill. Saurauia whitfordii ingår i släktet Saurauia och familjen Actinidiaceae. Inga underarter finns listade i Catalogue of Life.